# التیا

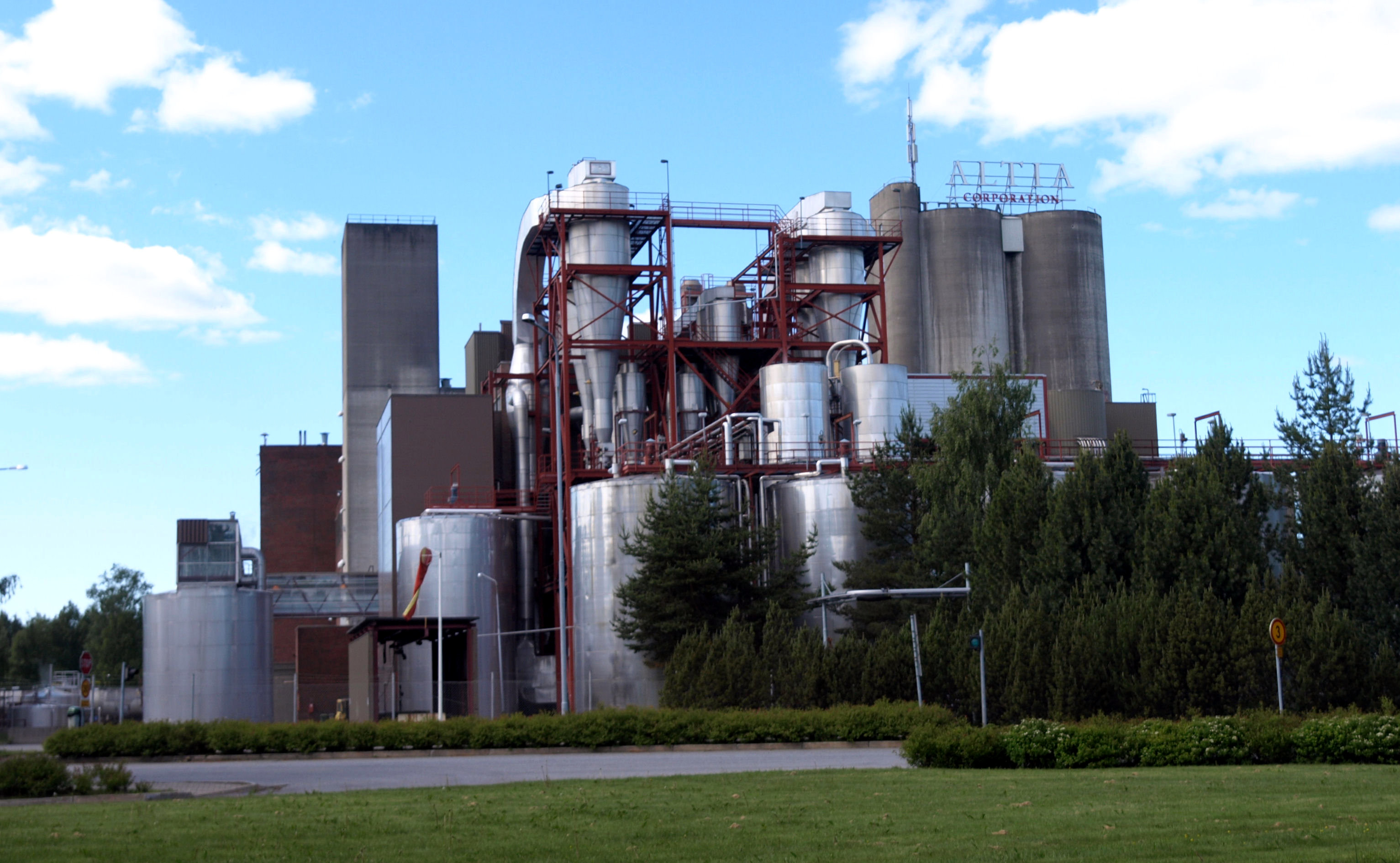
کارخانه التیا در شهر ایلماجوکی فنلاند

التیا (انگلیسی: Altia) شرکت صنایع غذایی فنلاندی است، که در سال ۱۹۹۹ تأسیس شد.